# ピアノデュオ・クトロヴァッツ
ピアノデュオ・クトロヴァッツは、兄・ヨハネス・クトロヴァッツ（Johannes Kutrowatz）と弟・エドゥアルト・クトロヴァッツ（Eduard Kutrowatz）によるピアノデュオである。兄弟ともウィーン国立音楽大学教授を務める。
1986年、イタリアのストレサ国際コンクール（ピアノデュオ部門）で第1位を獲得して以来、各国の著名なホールや音楽祭で演奏を重ね、日本でも1995年以来140回を越える公演を成功させている。2人の深みのある音楽表現と多様な演奏技法は、たゆまぬ努力と広範囲にわたる演奏活動（ピアニスト、指揮者、室内音楽家、伴奏者として）の賜物。血のつながった兄弟ゆえに率直で建設的な議論を充分に重ねてきたことも成功の要因と言える。

## 来歴
クトロヴァッツ兄弟は、ハイドン音楽院でピアノを習い始め、ウィーン国立音楽大学へ進学。2人はともに師事したレナテ・クラマー・ブライゼンハマーの刺激を受け、ピアノ四手連弾や2台ピアノの演奏に本格的に取り組むこととなる。
1986年、イタリアのストレサ国際コンクールのピアノデュオ部門で第1位を獲得したのが、国際コンクールにおける初の受賞である。その後も、ブルゲンラント州芸術賞や、テーオドーア・ケリー財団賞など数々の賞や勲章を得ている。ヨハネスは1992年、グラーツで開催された国際シューベルト・コンクールでも賞を獲得し、ベーゼンドルファーから奨学を受けた。
これまでに、ヨーロッパ諸国、アジア（日本、韓国）、カナダ、アメリカ、オーストラリア、アフリカへのコンサートツアーを行い、ウィーン(コンツェルトハウス、楽友協会)、アイゼンシュタット(ハイドンザール)、ロンドン（ウィグモアホール）、ミュンヘン（ヘラクレスホール）、東京（サントリーホール）、ニューヨーク（カーネギーホール）といった世界有数のホールで演奏。トップクラスの音楽祭に招待されるなど世界的に活躍している。
また、室内楽にとどまらず、オーケストラ（ウィーン交響楽団、 ウィーン放送交響楽団、クレメラータ・バルティカなど）や合唱団（アルノルト・シェーンベルク合唱団、ウィーン室内合唱団）との共演を行うほか、異文化・異分野のプロジェクト（ホムンクルス・ダンスシアターなど）にも参加し、より多彩な活動を展開している。
ラジオ、テレビ出演に加え、シューベルト、ブラームス、リスト、シュトラウス一家、ガーシュウィン、バーンスタイン、タカーチュ、ピアソラ作品のCD制作が高い評価を得ている。
2014年、『オーストリア・ミュージック・マガジン』において、オーストリアの現代における代表的ピアニスト・ベスト8に選ばれている。
ヨハネスとエドゥアルトは、オーストリア、ブルゲンランド州のシュライニング城を会場とする国際音楽祭“Klangfruehling”（春の響き）を創設し、その芸術監督を務めている。また、ヨハネスは 2007年から山中湖国際音楽祭“Klangsommer”（夏の響き）の芸術監督を務めている。2009年、2人はブルゲンランド州ライディングで開催される「リスト・フェスティバル」の音楽監督に就任した。
2011年3月3日には、世界屈指のサントリーホール（東京）で、リスト・イヤーを記念したコンサートを行い、満席の聴衆から惜しみない拍手を受けた。
現在、2人はウィーン国立音楽大学で教鞭をとっている。

## 現職
- ウィーン国立音楽大学教授（兄弟とも）
- リスト･フェスティバル音楽監督（兄弟とも）
- シュライニング国際音楽祭音楽監督（兄弟とも）
- 山中湖国際音楽祭音楽監督（ヨハネス）
- 国際リスト協会副会長（エドゥアルト）

## レパートリー
リスト、ブラームス、J.シュトラウス2世、シューベルト、ショスタコーヴィチ、プーランク、ガーシュウィン、バーンスタイン、ブルーベック、ピアソラ、他多数

## コンサート活動
- ウィーン：楽友協会コンツェルトハウス
- ニューヨーク：カーネギーホール
- ロンドン：ウィグモアホール
- ミュンヘン：ヘラクレスホール
- ブルゲンランド：ハイドンホール、リストホール
- 東京：サントリーホール　他多数